# Анахарсис Клотс
Анахарсис Клотс (на френски: Anacharsis Cloots) е германско-френски общественик.
Роден е на 24 юни 1755 година в Донсбрюге (днес част от Клеве) в Прусия в богато благородническо семейство от нидерландски произход. Учи в Париж и Берлин, след което пътува из Европа, проповядвайки радикалните си политически възгледи.
След началото на Френската революция се установява в Париж. Става известен с интернационалистическите си речи, за които е наричан „оратор на човечеството“. Финансира с лични средства военни части в революционната армия, получава френско гражданство и е избран за депутат в Конвента, но влиза в конфликт с Максимилиан Робеспиер и е съден за държавна измяна при кампанията срещу ебертистите.
Анахарсис Клотс е гилотиниран на 24 март 1794 година в Париж.